# أرتيميس 3

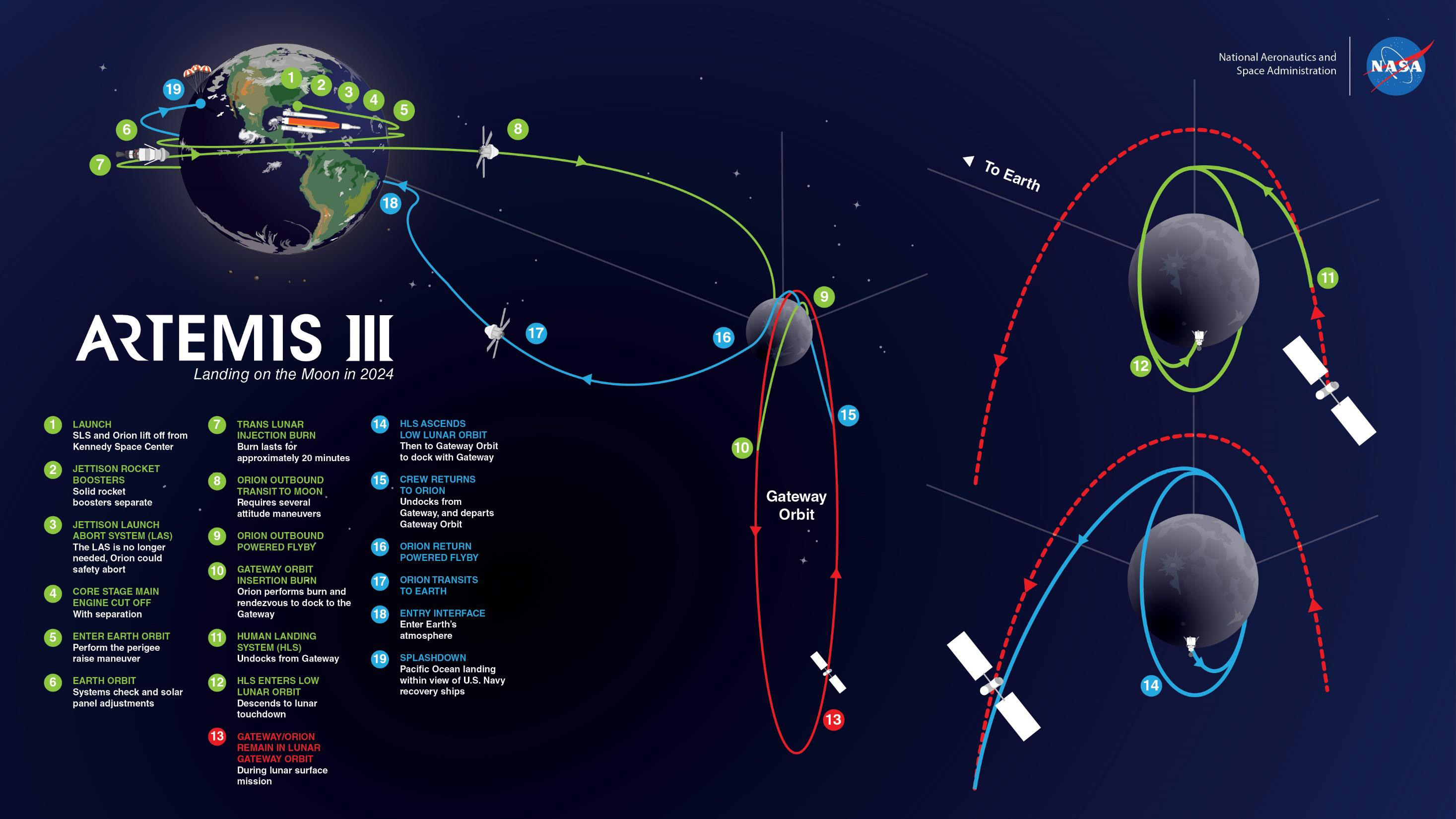
ملخص لبعثة أرتيميس 3

أرتيميس 3 (بالإنجليزية: Artemis 3)، المعروفة رسميًا باسم Artemis III، هي الرحلة الثالثة لمركبة أوريون الفضائية لوكالة ناسا، والمخطط إطلاقها على متن نظام الإطلاق للفضاء. خُطط إطلاق هذه الرحلة في ديسمبر 2025، ومن المخطط أن تكون أرتيميس 3 ثاني البعثات المأهولة ضمن برنامج أرتيميس، كما أنها ستكون أول بعثة للهبوط على القمر منذ بعثة أبولو 17 عام 1972.

## البعثة
سيهبط طاقم بعثة أرتيميس 3 على القمر عند منطقة القطب الجنوبي. ومن المخطط أن يظل رائدا فضاء على سطح القمر لمدة أسبوع تقريبًا. وخُطط أن تضمن هذه المهمة هبوط أول امرأة على سطح القمر. وبينما ستحمل مركبة أوريون أربعة رواد فضاء، سيتكون طاقم مهمة الهبوط على سطح القمر على متن نظام الهبوط المأهول (HLS) من فردين فقط، وسيظلان على سطح القمر لمدة ستة أيام ونصف. وسيظل بقية أفراد الطاقم على متن البوابة القمرية (مجمع أوريون المداري). سينفذ الرائدان أربع عمليات سير في الفضاء على سطح القمر، وسيجريان العديد من عمليات الرصد العلمية المتنوعة، بما يتضمن جمع عينات الثلج المائي. وقبل هبوط أرتيميس 3، ستوضع بعض المعدات الإضافية على سطح القمر، بما يشمل مركبة جوالة غير محافظة على الضغط لرائدي الفضاء حتى تُستخدم في التنقل على سطح القمر. وستتوفر إمكانية التحكم عن بعد في هذه المركبة الجوالة. يمكن استكشاف العديد من المناطق المظلمة بشكل دائم، والموجودة في نطاق تنقل هذه المركبة الجوالة، عن طريق الرحلات القصيرة التي تتراوح بين 5 إلى 15 كيلومترًا.

## المركبة الفضائية
في مايو 2019، اختارت وكالة ناسا 11 شركةً لعمل دراسات حول نظام هبوط متعدد العناصر ينطلق من البوابة القمرية قبل التحام طاقم أرتيميس 3 بها. سيتكون هذا النظام من ثلاثة عناصر؛ «عنصر النقل» الذي سينقل الطاقم إلى المدار القمري المنخفض، و«عنصر الهبوط» الذي سيهبط  بالطاقم على سطح القمر، و«عنصر الصعود» الذي سيأخذ الطاقم إلى البوابة القمرية مرةً أخرى. وبعد أرتيميس 3، من المخطط أن تكون هذه الأنظمة قابلة لإعادة الاستخدام من خلال إعادة تزويدها بالوقود.
وفي أبريل 2020، اُختيرت الشركات الأمريكية لتطوير مركبات الهبوط القمرية لبرنامج أرتيميس. ووقع الاختيار على تطوير مركبة الهبوط المدمجة لشركة بلو أوريجين، والمنصة اللوجستية المستقلة لنقل البضائع إلى القمر (ALPACA) لشركة داينيتكس، ومركبة ستارشيب لشركة سبيس إكس.